# Cassipourea madagascariensis
Cassipourea madagascariensis är en tvåhjärtbladig växtart som först beskrevs av Jean Louis Marie Poiret, och fick sitt nu gällande namn av Dc.. Cassipourea madagascariensis ingår i släktet Cassipourea, och familjen Rhizophoraceae. Inga underarter finns listade i Catalogue of Life.